# 穆克什·安巴尼
穆克什·安巴尼（英語：Mukesh Ambani，1957年4月19日—），也门亚丁出生，印度商人，居住于印度孟买。他是财富500强企业信实工业（Reliance Industries）主席、董事总经理。穆克什·安巴尼在福布斯2022年億萬富翁排行榜中名列第10位，資產達到907億美元。

## 参看
- 2007年億萬富翁列表
- 印度 Antilia 豪宅
- 2016-09-09，根据《胡润2016年印度富豪榜》 （页面存档备份，存于）报道，穆克什·安巴尼成为印度首富。